# Ordre de bataille des forces militaires Alliées et de l'Axe lors de l'Opération Husky
Vous pouvez aider à l'améliorer ou bien discuter des problèmes sur sa page de discussion.
- Il ne cite pas suffisamment ses sources. Vous pouvez indiquer les passages à sourcer avec {{référence nécessaire}} ou {{Référence souhaitée}}, et inclure les références utiles en les liant aux notes de bas de page. (Marqué depuis juillet 2022)
- Son texte doit être wikifié : il ne correspond pas à la mise en forme Wikipédia (style, typographie, liens internes, liens entre les wikis, etc.). (Marqué depuis juillet 2022)
- La traduction doit être revue. Le contenu est difficilement compréhensible à cause d’erreurs de traduction, peut-être dues à l’utilisation d’un logiciel de traduction automatique. (Marqué depuis juillet 2022)

- Archive Wikiwix
- Bing
- Cairn
- DuckDuckGo
- E. Universalis
- Gallica
- Google
- G. Books
- G. News
- G. Scholar
- Persée
- Qwant
- (zh) Baidu
- (ru) Yandex
- (wd) trouver des œuvres sur Wikidata

Ce qui suit est l'ordre de bataille des forces militaires alliées et de l'Axe engagées lors de l'opération Husky du 9 juillet au 17 août 1943.

## Ordre de bataille allié

### XVegroupe d'armées allié (15thArmy Group)
General Sir Harold Alexander.

#### 7earméeUS (7thUS Army)
Lieutenant General George Patton.

##### Unités diverses
- Rangers : 1er, 3e, 4e Bataillons de rangers
- Bataillons de chars : 70e, 753e Bataillons de chars
- Génie : 39e Régiment de Génie, 540e Régiment de Génie de côtes
- Artillerie : 5e Groupe d'artillerie blindée, 17e Régiment d'artillerie, 36e Régiment d'artillerie, 77e Régiment d'artillerie, 178e Régiment d'artillerie
- Armée française : 4e Tabor marocain (66e,67e et 68e goums) débarqué le 13 juillet à Licata

##### IIeCorps d'armée US
Lieutenant General Omar Bradley.
- 1re Division d'infanterie US
Major General Terry de la Mesa Allen, puis Major General Clarence R. Huebner à partir du 7 août :
  - 16e, 17e et 26e Régiments d'infanterie,
  - 5e (155 mm), 7e, 32e et 33e Bataillons d'artillerie de campagne,
  - 1er Bataillon de génie de combat,
  - 1re Troupe de reconnaissance

- 9e Division d'infanterie US
Major General Manton S. Eddy :
  - 39e, 47e et 60e Régiments d'infanterie,
  - 26e, 34e(155 mm), 60e et 84e Bataillons d'artillerie de campagne,
  - 15e Bataillon de génie de combat,
  - 42e Bataillon anti-aérien,
  - 9e Troupe de reconnaissance

- 45e Division d'infanterie US
Major General Troy Houston Middleton :
  - 157e, 179e et 180e Régiments d'infanterie,
  - 158e, 160e, 171e et 189e (155 mm) Bataillons d'artillerie de campagne,
  - 120e Bataillon de génie de combat,
  - 45e Troupe de reconnaissance

##### "Corps provisoire"
Major Général Geoffrey Keyes.
- 2e Division blindée US
Major-General Hugh Joseph Gaffey (en) :
  - Combat command A, Combat command B,
  - 41e Régiment d'infanterie blindée,
  - 66e et 67e Régiments blindés,
  - 14e, 78e et 92e Bataillons d'artillerie de campagne blindés,
  - 17e Bataillon de génie blindé,
  - 82e Troupe de reconnaissance blindée

- 3e Division d'infanterie US
Major-General Lucian King Truscott, Jr. :
  - 7e, 15e et 30e Régiments d'infanterie,
  - 9e, 10e, 39e et 41e Bataillons d'artillerie de campagne,
  - 10e Bataillon de génie de combat

- 82e Division aéroportée US
Major-General Matthew Bunker Ridgway. Le
  - 504e, 505e Bataillons de parachutistes,
  - 509e Bataillon de Parachutistes est tenu en réserve
  - 325e Régiment d'infanterie aéroportée par planeurs,
  - 376e et 456e Bataillons d'artillerie de campagne parachutistes,
  - 319e et 320e Bataillons d'artillerie de campagne aéroportés par planeurs,
  - 307e Bataillon de génie aéroporté,
  - 80e Bataillon anti-aérien aéroporté

#### Aviation pour l’opération Husky
Forces aériennes de Malte
248e Aile de la RAF
- - 221e escadron (Wellington)
  - 272e escadron (Beaufighter)
  - 69e escadron (Baltimore)
  - 826e FAA escadron (Farey Albacore)

- - escadrons de chasse 126, 185, 229, 249, 683 et 1435 (Spitfire)
  - 40e escadron de bombardement (Wellington)
  - 23e escadron (Mosquito)
  - 108 et 600 escadron (Beaufighter)

Northwest African Strategic Air Force
6e Aile de Bombardement USAAF
- 97e Groupe de Bombardement
  - (340e B. Sq., 341e B. Sq., 342e B. Sq. et 414e B.Sq.)

- 301e Groupe de Bombardement (B-17F)
  - (32e B. Sq., 352e B. Sq., 353e B. Sq. et 419e B.Sq.)

- 99e Groupe de Bombardement (B-17F)
  - (346e B. Sq., 347e B. Sq., 348e B. Sq. et 416e B.Sq.)

- 2e Groupe de Bombardement (B-17F)
  - (20e B. Sq., 49e B. Sq., 96e B. Sq. et 429e B.Sq.)

- 1er Groupe de Chasse (P-38)
  - (27e F. Sq., 71e F. Sq. et 94e F. Sq.)

- 14e Groupe de Chasse (P-38)
  - (37e F. Sq., 48e F. Sq. et 49e F. Sq.)

- 55e Groupe de Chasse (P-38)
  - (Trois F. Sq. devant arriver des États-Unis.)

47e Aile de Bombardement USAAF
- 17e Groupe de Bombardement (B-26)
  - (34e B. Sq., 37e B. Sq., 95e B. Sq. et 432e B.Sq.)

- 319e Groupe de Bombardement (B-26)
  - (437e B. Sq., 438e B. Sq., 439e B. Sq. et 440e B.Sq.)

- 320e Groupe de Bombardement (B-26)
  - (441e B. Sq., 442e B. Sq., 443e B. Sq. et 444e B.Sq.)

- 310e Groupe de Bombardement (B-25)
  - (329e B. Sq., 380e B. Sq., 381e B. Sq. et 428e B.Sq.)

- 321e Groupe de Bombardement (?)
  - (445e B. Sq., 446e B. Sq., 447e B. Sq. et 448e B.Sq.)

- 82e Groupe de Chasse (P-38)
  - (95e F. Sq., 96e F. Sq. et 97e F. Sq.)

- 325e Groupe de Chasse (P-40)
  - (317e F. Sq., 318e F. Sq. et 319e F. Sq.)

205e Groupe de la RAF (et RCAF)
- 330e Aile RAF (Wellington)
  - (142e sq. et 150e sq)

- 331e Aile de la RCAF (Wellington)
  - (423e sq., 424e sq. et 425e sq.)

- 231e Aile de la RAF (Wellington)
  - (37e sq., 70e sq. et 40e sq.)

- 236e Aile de la RAF
  - (462e sq. (Halifax) et 104e sq. (Wellington)

Forces aériennes tactiques du nord-ouest de l’Afrique
Force Tactique de Bombardement
- 326e aile de la RAF (Liberator)
  - (18e sq. et 114e sq.)

- 232e aile de la RAF (Liberator)
  - (55e sq. et 223e sq.)

- 3e aile de la SAAF
  - (12e sq. (Boston), 21e sq. (Baltimore) et 24e sq. (Boston))

- 47e Groupe de Bombardement Léger USAAF (A-20)
  - (84e sq., 85e sq., 86e sq. et 87e sq.)

- 12e Groupe de Bombardement Moyen USAAF (B-25)
  - (81e sq., 82e sq., 83e sq. et 84e sq.)

- 340e Groupe de Bombardement Moyen USAAF (B-25)
  - (486e sq., 487e sq., 488e sq. et 489e sq.)

- 12e Groupe de Bombardement Moyen USAAF (B-25)
  - (81e sq., 82e sq., 83e sq. et 84e sq.)

- 225e sq. Tactique de Reconnaissance (Spitfire)

- 241e sq. (?)

211e Groupe
- 244e Aile de la RAF (Spitfire)
  - (1er sq., 92e sq., 601e sq., 145e sq., 417e sq. et Flt. polonais)

- 322e Aile de la RAF (Spitfire)
  - (81e sq., 154e sq., 232e sq., 242e sq., et 43e sq.)

- 324e Aile de la RAF (Spitfire)
  - (72e sq., 93e sq., 111e sq., 152e sq., et 243e sq.)

- 40e sq. de reconnaissance tactique la RAF (Spitfire)

- 325e Aile de la RAF
  - (600e sq. Chasse Nocturne (Beaufighter) et 153e sq. (?))

- 239e Aile de la RAF (Kittyhawk)
  - ((3e sq., 112e sq., 450e sq., 250e sq. et 260e sq.).

- 57e Groupe de chasse USAAF (P-40)
  - (64e sq., 65e sq. et 66e sq.)

- 79e Groupe de chasse USAAF (P-40)
  - (85e sq., 86e sq. et 87e sq.)

- 285e Aile de Reconnaissance la RAF
  - (1437e Flight (Baltimore), 60e sq. (Baltimore et Mosquito) et 680e (?) sq. (Spitfire)

- 6e sq. de la RAF (Hawker HurricaneIID)

- 249e sg.? de transport aérien (219e sq.) (Lockheed Hudson et C-47)

XII A.S.C.
Avant-garde du XII A.S.C.
- 33e Groupe de chasse USAAF (P-40)
  - (58e sq., 59e sq. et 60e sq.)

- 111e sq. d’observation (P-51)

Arrière du XII A.S.C.
- 31e Groupe de chasse USAAF (Spitfire)
  - (307e sq., 308e sq. et 309e sq.)

- 27e Groupe de Bombardement USAAF (?)
  - (15e sq., 16e sq., 17e sq. et 91e sq.)

- 86e Groupe de Bombardement USAAF (A-36)
  - (309e sq., 310e sq., 311e sq. et 312e sq.)

- 324e Groupe de chasse USAAF (?)
  - (314e sq., 315e sq., et 316e sq.)

- 7e Aile de chasse de la SAAF (Kittyhawk)

(2e sq., 4e sq., et 5e sq.)
North-west African Troop Carrier Command
- 51e Aile de Transport (USAAF)
  - 60e Troop Carrier Group (C-47)
    - 10, 11, 12 et 28 Troop Carrier Squadron

  - 62e Troop Carrier Group (C-47)
    - 4, 7, 8 e 51 Troop Carrier Squadron

  - 64e Troop Carrier Group (C-47)
    - 16, 17, 18 e 35 Troop Carrier Squadron

- 52e Aile de transport (USAAF)
  - 61e Troop Carrier Group (C-47)
    - 10, 11, 12 e 28 Troop Carrier Squadron

  - 313e Troop Carrier Group (C-47)
    - 29, 47, 48 e 49 Troop Carrier Squadron

  - 314e Troop Carrier Group (C-47)
    - 32, 50, 61 e 62 Troop Carrier Squadron

  - 316e Troop Carrier Group (C-47)
    - 36, 44 et 45 Troop Carrier Squadron

- - 38e Aile (RAF)
    - 295 et 296 Squadron (Albemarle)

#### 8earméebritannique
Général Bernard Montgomery.
La 46e Division d'infanterie est tenue en réserve.

##### Unités diverses
- Bataillon du Special Air Service des Troupes parachutistes no 2
- Bataillon de commando no 3
- Bataillons des Royal Marine Commando no 40 et 41
- Trois compagnies du 2e/7e Bataillon du Middlesex Regiment Duke of Cambridge's Own
- 2e/4e Bataillon du Hampshire Regiment
- 1er Bataillon des Argyll and Sutherland Highlanders
- 2e Bataillon de l'Infanterie légère des Highland
- 1er Bataillon du Welch Regiment
- 7e Bataillon des Royal Marines

##### XIIIeCorps d'armée britannique
Lieutenant-Général Miles Dempsey.
- 1er Special Raiding Squadron (250 h.)
- 2e Special Air Service Regiment (450 h.)

- 105e Régiment d'artillerie anti-chars
- 6e Groupe d'artillerie de l'armée :
  - 24e et 98e Régiments d'artillerie blindée de campagne (Ce dernier aves des pièces autopropulsées Priest de 105 mm),
  - 111e Régiment d'artillerie de campagne,
  - 66e, 75e et 80e Régiments d'artillerie moyenne

- 5e Division d'infanterie britannique
Major-General Horatio Pettus Mackintosh Berney-Ficklin (en) (plus tard remplacé par Gerard Bucknall) :
  - 13e, 15e et 17e Brigades d'infanterie,
  - 91e, 92e et 156e Régiments d'artillerie de campagne,
  - 52e Régiment d'artillerie anti-chars,
  - 18e Régiment d'artillerie anti-aérienne légère,
  - 7e Bataillon du Cheshire Regiment

- 50e Division d'infanterie britannique (dite Northumbrian)
Major-General Sidney Kirkman (en) :
  - 69e, 151e et 168e Brigades,
  - 74e, 90e et 124e Régiments d'artillerie de campagne,
  - 102e Régiment d'artillerie anti-chars dit des Northumberland Hussars,
  - 25e Régiment d'artillerie anti-aérienne légère,
  - 2e Bataillon du Cheshire Regiment

- 78e Division d'infanterie britannique
Major-Général Vyvyan Evelegh :
  - 11e, 36e et 38e Brigades d'infanterie,
  - 17e, 132e et 138e Régiments d'artillerie de campagne,
  - 64e Régiment d'artillerie anti-chars,
  - 49e Régiment d'artillerie anti-aérienne légère,
  - 1er Bataillon du Princess Louise's Kensington Regiment

- 1re Division aéroportée britannique
Major-General George F. Hopkinson.

Des éléments ont participé au combat :
- - 1re Brigade aéroportée,
  - 1re Brigade de parachutistes,
  - 1er Régiment aéroporté léger de l'artillerie

- 4e Brigade blindée britannique :
  - 3e Régiment du County of London Yeomanry (The Sharpshooters),
  - 44e Régiment royal de chars,
  - Escadron A du 1er Régiment des (Royal) Dragons

##### XXXeCorps d'armée
Lieutenant-Général Sir Oliver Leese.
- 73e Régiment d'artillerie anti-chars
- 5e Groupe d'artillerie de l'armée :
  - 57e, 58e et 78e Régiments d'artillerie de campagne
  - 7e, 64e et 70e Régiments d'artillerie moyenne
  - 11e Compagnie de la Royal Horse Artillery (Pièces 105 mm Priest)
  - 142e Régiment d'artillerie blindée de campagne (Pièces 25 pdr. Bishop)

- 1re Division d'infanterie canadienne
Major-Général Guy Granville Simonds :
  - 1re Brigade d'infanterie
    - Royal Canadian Regiment,
    - Hastings and Prince Edward Regiment
    - 48e des Highlanders du Canada,

  - 2e Brigade d'infanterie
    - Infanterie légère canadienne de la Princesse Patricia,
    - Seaforth Highlanders of Canada,
    - Loyal Edmonton Regiment,

  - 3e Brigade d'infanterie
    - Royal 22e Régiment,
    - Carleton and York Regiment
    - Régiment de Nouvelle-Écosse occidentale,

  - 1er, 2e et 3e Régiments d'artillerie de campagne,
  - 1er Bataillon de l'Infanterie légère de Saskatoon,
  - 1er Régiment d'artillerie anti-chars,
  - 4e Régiment d'artillerie anti-aérienne légère,
  - 4e Régiment de reconnaissance dit 4e des Gardes dragons de la princesse Louise

- 1re Brigade blindée canadienne :
  - 11e Régiment blindé (Ontario Regiment),
  - 12e Régiment blindé (Régiment de Trois-Rivières),
  - 14e Régiment blindé (The King's Own Calgary Regiment)

- 51e Division d'infanterie dite des Highlands
Major-Général Douglas Wimberley (en) :
  - 152e Brigade d'infanterie
    - 2e Batallon, The Seaforth Highlanders (The Ross-Shire Buffs, Duke of Albany's)
    - 5e Batallon, The Seaforth Highlanders (The Ross-Shire Buffs, Duke of Albany's)
    - 5e Batallon, The Queen's Own Cameron Highlanders

  - 153e Brigade d'infanterie
    - 1er Batallon, The Gordon Highlanders
    - 5e/7e Battalion, The Gordon Highlanders
    - 5e Battalion, The Black Watch (Royal Highland Regiment)

  - 154e Brigade d'infanterie
    - 1er Batallon, The Black Watch (Royal Highland Regiment)
    - 7e Batallon, The Black Watch (Royal Highland Regiment)
    - 7e Battalion, Argyll & Sutherland Highlanders (Princess Louise's)

  - 126e, 127e et 128 Régiments d'artillerie de campagne,
  - 61e Régiment d'artillerie anti-chars,
  - 40e Régiment d'artillerie anti-aérienne légère,
  - 1er/7e Bataillon du Duke of Cambridge's Own Middlesex Regiment

- 23e Brigade blindée britannique (en)
 : des éléments rattachés à d'autres unités :
  - 50e Régiment de Chars,
  - 46e Régiment de Chars

- 231e Brigade d'infanterie :
  - 2e Bataillon du Devonshire Regiment,
  - 1er Bataillon du Dorser Regiment,
  - 1er Bataillon du Hampshire Regiment,
  - 165e Régiment d'artillerie de campagne

#### Forces Navales alliées
- Marine Britannique
  - Force H
    - Cuirassés HMS Nelson, Rodney, Warspite et Valiant
    - Porte-avions HMS Indomitable
      - escadron FAA 888 avec 14 Marlet IV (Grumman F4F-4)
      - escadron FAA 893 avec 14 Marlet IV (Grumman F4F-4)
      - escadron FAA 885 avec 5 Supermarine Seafire IIC
      - escadron FAA 820 avec 12 Fairey Albacore

    - Porte-avions HMS Formidable
      - escadron FAA 807 avec 12 Supermarine Seafire IIC
      - escadron FAA 880 avec 14 Supermarine Seafire IIC
      - escadron FAA 899 avec 14 Supermarine Seafire IIC
      - escadron FAA 817 avec 15 Fairey Albacore

    - Croiseurs HMS Aurora, Penelope, Cleopatra, Euryalus
    - Destroyers HMS Offa, Quail, Queenborough, Quilliam, Piorun, Echo, Eclipse, Isis, Faulknor, Fury, Intrepid, Inglefield, Tyrian, Tumult, Vasilissa Olga, Troubridge, Ilex, Raider

  - Force Z
    - Cuirassés HMS Howe et King George V
    - Croiseurs HMS Dido et Sirius
    - Destroyer HMS Jervis, Penn, Petard, Pathfinder, Paladin, Panther

  - Force Q Formée par les 4 croiseurs et 6 destroyers de la Force H
  - Force K
    - Croiseurs HMS Newfoundland, Uganda, Orion, Mauritius
    - Destroyers HMS Nubian, Tartar, Eskimo, Laforey, Lookout, ORP Blyskawica

  - 1re Flottille de sous-marins
  - 8e Flottille de sous-marins
  - 9e Flottille de sous-marins
- Marine Australienne
  - 21e Flottille de dragueurs de mines (basée à Alexandrie) : HMAS Ipswich, Gawler, Lismore et Maryborough
  - 22e Flottille de dragueurs de mines : HMAS Cessnock, Geraldton, Cairns et Wollongong

Marine USA
TASK ORGANIZATION
- 80. CONTROL Force
  - 80.1 Force Flagship
    - Croiseur USS Monrovia (FF), destroyer USS McLanahan

  - 80.2 Escort Group
    - USS Wainwright, USS Mayrant, USS Trippe, USS Rhind, USS Rowan, USS Plunkett, USS Niblack, USS Benson, USS Gleaves (9 DD)

  - 80.3 Screening Group
    - Destroyer Ordonaux, MTBron 15 and 17 PT.

  - 80.4 Demonstration Group
    - 8 -- sea rescue crafts, PT 213

  - 80.5 Minelaying Group
    - Keokuk, Salem, Weehawken

Escorts (as assigned).
- - 80.6 Reserve Group
    - Transports Orizaba, Château-Thierry et 6 LST, 11 LCI(L) des divisions 5 et 6, 16 LCI(L) de la 9e Flottille anglaise, 5 LCT.
    - Cargos Joseph Pulitzer, Robert Rowan, Laughton B. Evans, Ezra Meeker, Francis Parkman, Nicholas Gillman, Tabitha Brown.
- 81. DIME Attack Force, Rear Admiral Hall, U.S.N.
  - Transdiv Three (8 APA-AKA)
    - H.M.S. Prince Charles (LSI(S)), H.M.S. Prince Leopold (LSI(S)), Savannah, Boise (2 CL), Desron Seventeen (9 DD), Steady, Sustain (2 AM), YMS 62, 69, 207, 208, 226, 227, (6 YMS), PC 621, 624, 625, 627, (4 PC), SC 676, 690, 691, 692, 693, 694, (6 SC), Hopi (towing pontoon causeways), Redwing, 16 LST (including 2 carrying pontoons),

19 LCI(L)
- 85. CENT Attack Force, Rear Admiral Kirk, U.S.N.
  -     - Ancon (F), Transdiv One, Five, Seven (18 APA-AKA), Philadelphia (1 CL), H.M.S.Abercrombie, Desron Fifteen, Sixteen less McLanahan, Ordronaux (16 DD), Cole, Bernadou, Dallas (3 ODD), Mindiv Seventeen less Steady, Sustain (4 AM), YMS 16, 18, 34, 36, 37, 43, 55, 58, 63, 64, 82, 83, (12 YMS), PC 542, 551, 556, 557, 558, 591, (6 PC), SC 1029, 1030, 1043, 1044, (4 SC), NARRAGANSETT, NAUSET (Each towing pontoon causeways), 14 LST (Including 10 loaded for 45th Div, 3 carrying pontoons), 8 LCT-5, 6 LCI(L)

- 86. JOSS Attack Force, Rear Admiral Conolly, U.S.N.
  -     - USS Biscayne (Commandement), Destroyer Bristol

  - Task Group 86.1 Support Group
    - Crudiv 13e Croiseurs Brooklyn et Birmingham (2 CL)
    - Comdesron 13e Destroyers Buck et Ludlow (2 DD)
    - Beach identification group Sous-marin anglais Safari, Destroyer Bristol (anglais?), PC-546

  - Task group 86.2 Gaffi attack group
    - Swanson, Roe
    - 3 LCG (L) anglais et 2 LCF (L) anglais
    - dragueur de mines Seer
    - LST group 2 : 7 LST
    - LCI (L) Flottille 2: 6 LCI (L) 1re vague + 9 LCI (L) 2e vague (LCI-10 entre elles)
    - LCT group: 21 LCT, 2 PC et 5 SC

  - Task group 86.3 Molla attack group
    - Destroyer Edison
    - 1 LCG (L) et 1 LCF (L) Britanniques
    - Dragueur de mines Sentinel

H.M.S. Princess Charlotte (LSI(S)),
H.M.S. Princess Astrid (LSI(S)),
Desron Thirteen Bristol (9 DD),
YMS 3, 13, 15, 20, 21, 78, (6 YMS),
PC 543, 545, 546, 550, 559, 562, 626, (7 PC),
SC 497, 498, 503, 506, 508, 522, 526, 530, 532, 533, 534, 535, 638, 639, 649, 651, 655, 666, 695, 696, 697, 770, 771, 977, 978, 979, (26 SC),
Moreno (towing pontoon causeways), Intent, Resolute,
40 LST (Including 5 carrying pontoons; others carrying 6 LCVP and fitted as hospital carriers),
85 LCT-5, 54 LCI(L),
12 LCT-3 or 4, British,
5 LCG(L), British,
4 LCF(L), British,
87. Train, Captain Tuggle, U.S.N.
Delta, Vulcan, Mount Baker, Tarazed, Winooski, Mattaponi, Chicopee, Salamonie, Chemung, Niobrara, Chamberlain
"Section en construction"

## Ordre de bataille de l'Axe

### 6eArmée italienne
Général Alfredo Guzzoni.
QG Paterno

#### Troupes allemandes

##### XIVeCorps blindé
Général Hans Valentin Hube.
- 1re Division de Parachutistes
Generalleutnant Richard Heidrich. En réserve à Naples : 
  - 3e Régiments de Chasseurs parachutistes
    - Ier Bataillon (1. 2. et 3. compagnies et 4. MG compagnie)
    - IIe Bataillon (5. 6. et 7. compagnies et 8. MG compagnie)
    - IIIe Bataillon (9. 10. et 11. compagnies et 12. MG compagnie)
    - 13. compagnie de mortiers
    - 14. AT compagnie

  - 4e Régiments de Chasseurs parachutistes
    - Ier Bataillon (1. 2. et 3. compagnies et 4. MG compagnie)
    - IIe Bataillon (5. 6. et 7. compagnies et 8. MG compagnie)
    - IIIe Bataillon (9. 10. et 11. compagnies et 12. MG compagnie)
    - 13. compagnie de mortiers
    - 14. AT compagnie

  - 1er Bataillon de mitrailleurs parachutistes (1. 2. et 3. MG compagnies)
  - 1er Groupe du 1er Régiment d'artillerie de campagne parachutiste (1re,2e et 3e compagnies d'artillerie de montagne (4x75 mm chacune)
  - 1er Bataillon de génie parachutiste (1. 2. et 3. compagnies de génie parachutistes et 4. MG compagnie)
  - 1er Bataillon parachutiste AT (1. 2. et 3. compagnies avec 12x75 mm canons)

- 15e Panzergrenadier Division
Generalmajor Eberhard Rodt à partir du 5 juin :
  - 215e Bataillon de chars (3 compagnies avec 6 Pz III et 46 Pz IV),
  - 104e Régiment Panzergrenadier à 2 bataillons
  - 115e Régiment Panzergrenadier à 2 bataillons (avant 2e Sizilien GrenadierRégiment à partir Régiment Koerner formé avec 3 des 4 bataillons du PanzerGrenadier Regiment Palermo (formé lui-même avec les 46e, 47e, 48e, 50e et 56e bataillons de marche))
  - 129e Régiment Panzergrenadier à 3 bataillons (avant 3e Sizilien Granadier Regiment à partir du Régiment Fullriede formé avec les 63e, 65e et 67e Bataillons de Marche)
  - 33e Régiment d'artillerie
    - Ier Bataillon (avant I/HG PanzerArtillerie Regiment)
    - IIe Bataillon (3 batteries 170 mm) (avant 557e Bataillon d'Artillerie Lourde)
    - IIIe Bataillon (2 batteries légères et 1 batterie de mortiers)
    - IVe Bataillon (3 batteries légères) (avant IV/53e Régiment d'Artillerie)

  - 315e Bataillon anti-aérien (1re, 2e et 4e compagnies (2 compagnies de 88 mm Flak, 1 de 37 mm Flak et 1 de 20 mm Flak) avant Bataillon AA Neapel
  - 33e Bataillon de génie.

- 29e Division de Panzergrenadier
Generalmajor Walter Fries :
  - 129e Bataillon de chars (Stab Kompanie et 1. 2. et 3. compagnies avec 43 Stug III + 3 Panzer Befehlwagen)) 1 seule compagnie déployée en Sicile
  - 129e Bataillon de reconnaissance blindé (5 compagnies) Non déployé en Sicile
  - 15e Régiments de Panzergrenadier
    - Ier Bataillon
    - IIe Bataillon
    - IIIe Bataillon
    - 13. compagnie (6 sIG Grille 150 mm)
    - 14. Compagnie AT (3 Pak 40 de 75 mm + 6 Pak 38 de 50 mm)

  - 71e Régiments de Panzergrenadier
    - Ier Bataillon
    - IIe Bataillon
    - IIIe Bataillon
    - 13. Compagnie (6 sIG Grille 150 mm)
    - 14. Compagnie AT (3 Pak 40 de 75 mm + 6 Pak 38 de 50 mm)

  - 29e Régiment d'artillerie
    - Ier Bataillon artillerie autopropulsée(1re 2e et 3e batteries) (avec 18 x le.F.H. Wespe 10,5 mm)
    - IIe Bataillon (4e 5e et 6e batteries)
    - IIIe Bataillon (7e 8e 9e et 10e batteries)

  - 313e Bataillon anti-aérien (2 batteries lourdes 88 mm et 1 batterie légère)

- Division blindée Hermann Göring
Generalleutnant Paul Conrath :
  - 1er Régiment de Panzergrenadier "Hermann-Göring"
    - Ier Bataillon (APC) (1. 2. et 3. compagnies blindées de panzergrenadiers et 4. compagnie lourde blindée)
    - IIe Bataillon (motorisé) (5. 6. et 7. compagnies motorisées de panzergrenadiers et 8. compagnie lourde motorisée)
    - IIIe Bataillon (Canons d'assaut) (9. 10. et 11. compagnies motorisées (1 STuG III L75 mm de commandement + 7 STuG III L75mm par compagnie) et 12. compagnie lourde motorisée 10 L105mm 10)

- - Régiment de chars "Hermann-Göring" (43 Pz III 50 mm Lang, 3 Pz III 75 mm et 32 Pz IV)
    - Ier Bataillon (1. 2. 3. et 4. compagnies)
    - IIe Bataillon (5. 6. 7. et 8. compagnies)
    - Compagnie de canons d'assaut

- - Bataillon de reconnaissance blindée "Hermann-Göring" (1. compagnie blindée de reconnaissance, 2. compagnie motocycliste 3. compagnie blindée)

- - Régiment d'artillerie blindée "Hermann-Göring" (avec 3 bataillons en Sicile)
    - Ier Bataillon (1er et 2e batteries (avec 4 x 105 mm obusiers chacune)
    - IIe Bataillon (4e et 5e batteries (avec 4 x 150 mm obusiers chacune) et 6e batterie (4 x 100 mm canons longs)
    - IIIe Bataillon (7e et 8e batteries (avec 4 x 150 mm obusiers chacune) et 9e batterie (4 x 100 mm canons longs)

- - Régiment anti-aérien "Hermann-Göring" (avec 2 bataillons?)
    - Ier Bataillon (1re 2e et 3e batteries lourdes (avec 4 x 88 mm Flak par batterie) et 4e et 5e batteries légères (avec 12 x 20 mm Flak par batterie)

Renforts (entre le 10 et 30 juillet)
- -     - 3 batteries lourdes 88 mm Flak
    - 4 batteries légères 20 mm Flak

- - Bataillon de génie blindé "Hermann-Göring" (1. 2. et 3. compagnies du génie)

- Kampfgruppe Schmalz : constitué avec le
  - 115e Régiment de Panzergrenadiere,
  - Ier Bataillon du 1er Régiment de Panzegrenadiere "Hermann-Göring",
  - Ier et IIe Bataillons du 2e Régiment de Panzergrenadiere "Hermann-Göring".
  - Ier et IIe bataillons du 382e Régiment d'infanterie lui sont affectées et arrivent le 11 juillet. 
 (Ce régiment aurait cependant 3 bataillons)

Il reçoit aussi en renfort les deux Régiment de Parachutistes avec des éléments de soutien de la
- - 1re Division de Parachutistes, ainsi que les
  - bataillons de forteresse 904, 923 (Pour certaines sources Batterie de forteresse) et "Reggio" (Ce dernier est un bataillon de remplacements ex-Marsch Bataillon 69).

- 2e compagnie du 504e Bataillon de Chars Lourds (Type Tigre I) (9 Tiger I et 8 Pz III) affecté à la Division Hermann Göring.

- 4. batterie du I./Werfer Regiment 71

- 926e Bataillon de Forteresse
- Messina Bataillon de construction

Autres troupes
- 22e Brigade Antiaérienne
  - Sousgroupe Messine (Commandement 281e Bataillon Antiaérien (13 batteries antiaériennes et 1 de projecteurs) (Messine)
  - Sousgroupe Reggio-San Giovanni (Commandement 182e? Bataillon Antiaérien (16 batteries antiaériennes et 1 de projecteurs) (Reggio-San Giovanni)

#### Luftwaffe
En Sicile
Reconnaissance
- -     - 2.(F)/122 (Ju-88 et Me 410) à Trapani (15 avions-8 disponibles) (Obs.: 2. ⇒ C'est la 2e escadrille)

Chasseurs
- Stab JG 53 Bf-109G6 à Comiso (6 avions - 2 disponibles)
  - II/JG 53 Bf-109G6 à Gerbini (22 avions - 18 disponibles)
  - III/JG 53 Bf-109G6 à Catane (30 avions - 12 disponibles)

- Stab JG 77 Bf-109G6 à Trapani (3 avions - 2 disponibles)
  - I/JG 77 Bf-109G6 à Trapani sSciacca (39 avions - 18 disponibles)

Assaut
- Stab SKG 10 Fw 190 A5 à Gerbini (1 avion - 0 disponibles)
  - Une partie du II/SKG 10 Fw-190A5 à Gerbini (20 avions - 12 disponibles pour la totalité du II/SKG 10)
  - Une partie du III/SKG 10 Fw-190A5 à San Pietro (25 avions - 18 disponibles pour la totalité du III/SKG 10)
  - IV/SKG 10 Fw-190A5 à Gerbini (25 avions - 11 disponibles)

- Stab SchG 2 Fw-190F-2 à Castelvetrano (1 avion - 0 disponibles)
  - I/SchG 2 Fw-190 à Milisa (sans la 4. escadrille) (32 avions - 20 disponibles)
  - II/SchG 2 Fw-190 à Castelvetrano (sans la 8. escadrille) (27 avions - 16 disponibles)

Chasseurs nocturnes
- - II/NJG 2 Ju-88C6 à Comiso (14 avions - 11 disponibles)

En Sardaigne
Reconnaissance
- -     - 4.(H)/12 Bf-109F5 à Decimmomanu (9 avions - 7 disponibles)

Chasseurs
- - II/JG 51 Bf-109G6 à Casa Zeppana

- - III/JG 77 Bf-109G6 à Chivilani

En Italie
Chasseurs
- - IV/JG 4 Bf-109G6 à Lecce

- - II/JG 27 Bf-109G6 à Vibo Valentia

- - I/JG 53 Bf 109-G6 à Vibo Valentia

Assaut
- - Éléments du II/SKG 10 Fw-190 à Montecorvino
  - Éléments du III/SKG 10 Fw-190 à Montecorvino

Chasseurs Bimoteurs
- - II/ZG 1 Me-110G2 à Montecorvino

- Stab ZG 26 Me-110 à Naples-Camoldoli
  - III/ZG 26 Me-110 à Rome-Ciampino
    - 10./ZG 26 Ju-88C6 à Pratica de Mare

Bombardiers
Avec des Ju-88A4, Ju-88A14 et Ju-88A17 à Piacenza, Viterbo et Airosca
- - I/LG 1

- Stab KG 1
  - I/KG 1
  - III/KG 1

- - III/KG 77

- Stab KG 6
  - I/KG 6
  - III/KG 6

- - III/KG 30

- - III/KG 54

- Stab KG 76
  - I/KG 76
  - II/KG 76

Torpilleurs
Avec He-111H6
- Stab KG 26
  - I/KG 26
  - III/KG 26

#### Renforts pour la Luftflotte 2 après l'invasion de Sicile
En provenance du Haut Commandement de la Luftwaffe
- - II/KG 76 Bombardiers

En cours d'entrainement avec bombes téléguidées Hs-293 et Fx-1400 à Foggia-Morin avec Do-217E5 et Do-217K2
- Stab KG 100
  - II/ KG 100
  - III/KG 100

En provenance de la 3e Luftflotte
- - I/SKG 10

En provenance du Commandement Aérien du Sud-Est
- Stab LG1 Bombardiers
  - II/LG 1 Bombardiers

- - III/JG 27 Chasseurs

#### Unités de transport maritime
- 771e Bataillon d'Ingénieurs de débarquement

- 2e Flottille navale

- 4e Flottille navale

- 10e Flottille navale

#### Troupes italiennes
La répartition et la composition des troupes est moins sûre que pour les troupes alliées et allemandes. En caractères gras des doutes dus à des sources contradictoires.

##### Unités mobiles
Les divisions Aoste et Assiette sont affectées au XIIe CA QG Palerme et la division Napoli au XVIe CA QG Piazza Armerina. La division Livorno est en réserve d'armée.
- '4e Division d'infanterie motorisée "Livorno"'QG Caltagirone
Général Domenico Chirieleison :
  - 33e et 34e Régiments d'infanterie (à 3 bataillons)
  - 28e Régiment d'artillerie "Monviso" (I et II groupes obusier 75/18, III et IV groupes de canons 100/17 - Tous les groupes motorisés),
  - 304e et 2 autres batteries anti-aériennes de 20 mm,
  - IVe Bataillon antichar Semoventi (8 canons de 47 mm),
  - XIe bataillon de guastatori (secteur de Mazzarino et Caltanisetta).

- 26e Division de montagne "Assietta"
Général Francesco Scotti, puis Général Ottorino Schreiber à partir du 26 juin :
  - 29e et 30e Régiments d'infanterie "Pisa" (à 3 bataillons),
  - 17e Légion des Chemises noires
    - XVIIIe "Constantissima" CCNN Bataillon
    - XVIIe "Cremona" CCNN Bataillon
    - 259e compagnie CCNN de mitrailleuses (Campobello di Licata),

  - 25e Régiment d'artillerie (Ier et IIe(canons 100/17) et IIIe et IVe (canons 75/27) tous à cheval),
  - CXXVIe Bataillon de mortiers (secteurs de Santa Margherita et Partanna) (18 mortiers 81 mm)
  - 126e compagnie antichar (canons 47/32) (Pour d'autres sources 26e compagnie.)
  - 326e batteries antiaériennes de 20 mm et 10e batterie de 20 mm
  - 64e compagnie du génie

- 28e Division d'infanterie "Aosta"
Général Giacomo Romano :
  - 5e et 6e Régiment d'infanterie (à 3 bataillons chacun)
  - 171e Légion des Chemises noires
    - CLXVIIIe "Ibla" CCNN Bataillon
    - CLXXIe "Vespri" CCNN Bataillon

  - 22e Régiment d'artillerie (Ier et IIe groupes (canons 75/27 et tracté à cheval) et IIIe groupe (canons 75/18 et motorisé) et IVe groupe (canons de 75/13 et tracté à mules))
    - 328e et 365e batteries anti-aériennes à 20 mm

  - XXVIIIe Bataillon de mortiers (18 mortiers 81 mm)
  - 12e Bataillon de génie,
  - 28e compagnie antichar (canons 47/32).

Renforcé par le Groupe tactique Chiusa-Sclafani:
- - 10e Régiment de Bersaglieri avec les
    - Bataillons XXXVe, LXXIIIe et LXXIVe (secteur d'Alcamo et Partinico).

  - 1re escadrille d'autoblindés
  - IVe compagnie de Semoventi 75/18 (10 unités avec personnel du Nucle de chars)
  - 12e batterie du CIIIe groupe (canons 75/27)

- 54e Division d'infanterie "Napoli"
Général Giulio Cesare Gotti Porcinari :
  - 75e Régiments d'infanterie (avec trois bataillons une comp de 4 canons 47/32 tirés)
  - 76e Régiments d'infanterie (avec trois bataillons une comp de 4 canons 47/32 tirés et 427e comp. de mortiers de 81 mm),
  - 173e Légion des Chemises noires (Ispica)
    - CLXIXe Siracusae CCNN Bataillon
    - CLXXIIIe Salso CCNN Bataillon
    - 174e compagnie CCNN de mitrailleuses

  - 54e Régiment d'artillerie (Ier groupe (canons 100/17) tirés par cheval IIe groupe (canons 75/27) tirés par cheval et IIIe et IVe groupes motorisés (obus 75/18)
  - 21e batterie de canons AA (8 pièces 20 mm)) et 354e batterie (20 mm)
  - 101e Bataillon du génie(secteur de Palagonia et Vizzini). (14e compagnie artieri et 1re compagnie marconisti e telegrafisti

(Attention d'autres sources parlent de composition différentes pour le Régiment d'artillerie et le bataillon du génie avec le no 54)
- - CXXVIe groupe d'artillerie (1re et 3e batteries de 75/27) (attaché)

##### XIIeCorps d'armée QG à Palerme
Général Mario Arisio.
- 202e Division côtière (ouest : Santa Teresa, Sciacca et Trapani) :
  - 120e (Bataillons côtiers 387e (à 4 comp.) et 497e, 245e, 380e, 857e) Régiment d'infanterie côtière
  - 142e (Bataillons 377e, 427e, 466e, 490e (à 4 comp.)) Régiment d'infanterie côtière
  - 124e (Bataillons 376e, 386e et 543e) Régiment d'infanterie côtière
  - 43e Regroupement d'artillerie côtière
    - XXe groupe (113e batterie de canons 149/35 et 207e batterie de canons 155/36) groupe de défense côtière
    - XXIIe groupe (1re, 2e et 3e batteries de canons 105/28) groupe de défense côtière
    - LXXVIe groupe de 75/27 GaF (37e batterie de 20 mm à l'aéroport de Milo)
    - CCXVIIIe groupe (1re, 2e, 3e batteries à canons skoda 100/22)
    - CXLIIIe groupe (canons 149/35)
    - CLVIIe groupe (canons 149/19)
    - CXLIe groupe (464e, 465e et 468e batteries à canons 75/27)
    - CLXXIIe groupe (canons 105/28)
    - XXIIe groupe p.c.

  - 4 compagnies autonomes de mitrailleurs (509e , 510e , 626e et 645e)?
  - 151e compagnie motocycliste,
  - 102e compagnie de mortiers

Sous la dépendance de la 230e division côtière (en) (crée le 20 mai 1943):
- - 120e Régiment d'infanterie côtière (880e bataillon d'infanterie côtière)
  - 43e Regroupement d'artillerie
    - LVIe Groupe

- 207e Division côtière (autour d'Agrigente) :
  - 138e Régiment d'infanterie côtière (avec les Bataillons 420e (avec la 670e compagnie de mitrailleurs, CIX bataillon mitrailleuses (compagnies 536e et 550e), 388e et 308e et 620e compagnie de mitrailleurs).
  - 139e Régiment d'infanterie côtière (avec les Bataillons 390e, 419e et 538e)
  - 51e Regroupement d'artillerie côtière
    - XXXVe groupe (batteries 151e, 158e et 159e à canons 105/17)
    - CCXXXIIe groupe (1re et 2e batteries à canons 100/22)
    - CLXe groupe (batteries 485e et 487e de 149/35 et 150e de 105/27),

  - deux compagnies de mitrailleurs (505e et 516e),
  - 103e compagnie de mortiers

- - 104e Bataillon d'infanterie côtière?
  - CVe Bataillon de mitrailleurs?

Unités rattachées:
- 177e Régiment de marche de Bersaglieri (avec les Bataillons DXXVe, DXXVIe et DXXVIIe de Bersaglieri) (Agrigente).
- 1re compagnie de motomitrailleuses
- CIVe Bataillon antichars (canons 47/32)

- 208e Division côtière (de Palerme à Trapani) :
  - 133e Régiment d'infanterie côtière (Bataillons 244e (avec la 618e compagnie de mitrailleurs), 423e et 498e)
  - 147e régiment d'infanterie côtière (Bataillons 438e (4 compagnies), 539e et 378e)
  - 28e Regroupement d'artillerie côtière
    - CCXVe groupe (1re et 2e batteries de canons Skoda 100/22)
    - CXXIVe groupe (canons 105/45)

  - deux compagnies de mortiers (101e et 517e)
  - 164e compagnie antichars,
  - 518e compagnie de mitrailleurs
  - 519e et 619e compagnies de mitrailleurs

- Défense portuaire N(orte) (Palerme)
  - 304e Bataillon côtier
  - 344e Bataillon côtier
  - 476e Bataillon côtier
  - XXXe Groupe "Palermo" de cavalerie à pied (1er au 4e escadrons)
  - XLIe groupe artillerie p.c. (121e batterie(à Punta la Barbara) et 122e batterie p.c. (à Aspra) les 2 à canons 152/45, une batterie à 75/27 et une batterie à 105/28)
  - 51e batterie p.c.

- - Batteries du Regio Esercito
    - 2 batteries AA de 20 mm

- - Batteries de la MACA
    - 3 batteries 102/35
    - 7 batteries 90/53
    - 8 batteries 76/40 (1 non effective)
    - 4 batteries de 37 mm
    - 3 batteries de 20 mm

- 136e Régiment d'infanterie côtière (Bataillons côtiers 103e et 465e) (de Palerme à San Stefano di Camestra)

- Groupe mobile A (à Pacico)
  - Commandement du XII bataillon de chars L
  - 4e compagnie du CIIe bataillon de chars R/35
  - 1re compagnie du CXXXIIIe bataillon de semoventi 47/32
  - 3e compagnie du 448e bataillon côtier mobile
  - 2e batterie du CX groupe d'artillerie (T.M.) (canons 75/27)
  - 2e section de la 328e batterie AA de 20 mm "Aosta"

- Groupe mobile B(Santa Ninfa)
  - Commandement du CXXXIIIe bataillon de semoventi
  - 3e compagnie du CXXXIIIe bataillon de semoventi 47/32
  - 6e compagnie du CIIe bataillon de chars R/35
  - 1re et 2e compagnie du 448e bataillon côtier mobile
  - Un peloton de la 50e compagnie de motociclistes
  - 6e batterie du CXXXIII groupe d'artillerie (T.M.) (canons 75/27)
  - 2e section de la 78e batterie AA de 20 mm

- Groupe Mobile C (Santa Margherita)
  - Commandement CII Bataillon de chars
  - 4e compagnie du 448e bataillon mobile
  - 5e compagnie du CIIe bataillon de chars R/35
  - 2e compagnie du CIV bataillon antichar (canons autotransportés 47/32, Semoventi?) ou du CXXXIIIe?
  - 10e batterie du IV groupe du 25e régiment d'artillerie (Assietta)
  - 4e section de la 78e batterie AA de 20 mm

- LIe Bataillon de Bersaglieri (Marsala)
- CXIIe Bataillon de Mitrailleurs (Alcamo)
- Ier Bataillon Bersaglieri antichars (Corleone)
- CIVe Bataillon antichars (Agrigente) (Appartenant à la 207e Division côtière)
- XVIe Bataillon antichars (San Fratello)
- CCXXXe Bataillon de Semoventi (Type 47/32 - Char d'Assaut) (Modica)

- 12e regroupement d'artillerie de C.A. (Chiusa Scalafani)
  - CXXIe groupe (obus 149/13)
  - CXXIIe groupe (obus 149/13)
  - XXIe groupe (canons 105/28)
  - XXIIe groupe (canons 105/28)
  - XLVIIIe groupe (canons 105/28)

- XIXe groupe "Centauro" (canons 105/28)

- VII Groupe AA (Canons 75 CK)

- 19e Légion de Chemises noires (Partanna)

##### XVIeCorps d'armée QG à Piazza Armerina
Général Carlo Rossi.
- 206e Division côtière (de Licata à Syracuse) :
  - 122e Régiment d'infanterie côtière (avec les bataillons 243e, 375e (à 4 comp.))
  - 123e Régiment d'infanterie côtière (avec les bataillons 381e, 383e et 542e)
  - 146e régiment d'infanterie (bataillons 430e,437e et 374e)
  - 44e Regroupement d'artillerie côtière
    - CIIe groupe (47e et 48e batteries de canons 76/06)
    - CCXXIVe groupe (1re, 2e et 3e batteries skoda 100/22)
    - CLXIVe groupe (batteries 79e ,80e et 81e de canons de 149/35)
    - CLXIe groupe (batteries 52e, 53e, 54e et 490e à canons 149/35)
    - CLXIIe groupe (batteries 73e et 74e à canons 149/35)
    - 227e batterie à obus 105/14
    - 122e peloton du génie

- - 453e NAP à PAchino et un autre NAP

- - CCXXXe bataillon de semoventi (à disposition avec 15 semoventi 47/32).

- Défense de l'aéroport de Pachino
  - 1 compagnie d'infanterie avec des mortiers
  - 321e batterie (canons 139/12)

- -     - CCIXe groupe (1re et 2e batteries skoda 100/22)
    - XXIe groupe (batteries 49e , 330e et 452e (les 3 à canons 75/27) et 47e et 48e batteries canons 75/27 et obus 75/06)

- 213e Division côtière (de Messine à Catane) :

- - 135e Régiment d'infanterie côtière (Bataillons 102e, 369e)

- - 372e Bataillon autonome
  - 55e compagnie de mitrailleurs

- - 21e Regroupement d'artillerie côtière
    - CXLIVe Groupe (batteries 275e et 276e avec canons 105/17)
    - XXXe Groupe (Batteries 162e et 165e (canons 149/35), 226e (obus 105/14 à Coda Volpe), 153e (canons 105/27), 3e (obus 149/19) et 182e (canons 105/27))
    - CCXXXe groupe (3 batteries, 1er et 2e skoda 100/22))

Unités affectées
- - DV Groupe antiaérien? (canons de 90/53)
  - 67e Légion DICAT
  - 160e compagnie du génie d'artillerie
  - 90e Légion Chemises noires
  - 7e Légion Milmart (Éléments)

- XVIIIe Brigade côtière (de Catane à Licata) :
  - 134e Régiment d'infanterie côtière (429e et 384e bataillons d'infanterie côtière)
  - 178eRégiment d'infanterie côtière (389e et 501e (à 4 comp.) Bataillons d'infanterie côtière et 426e comp. autonome de mortiers)
  - 6e Regroupement d'artillerie côtière
    - CLXIIe Groupe d'artillerie côtière de 149/35 (batterie 75e)
    - 288e Batterie de canons 155/36
    - CCIX Groupe d'artillerie (1re, 2e et 3e batteries de 100/22)
    - 81e batterie de 75/34 adscrite au 384e bataillon d'infanterie côtière.
    - XXIe Groupe d'artillerie côtière (49e et 330e batteries de 75/27 et 2 batteries de 75/34)
    - CLXIXe Groupe d'artillerie côtière (451e batterie à canons 75/27 - appartient au 6e regroupement mais ce n'est pas sûr qu'elle appartienne à ce Groupe)
    - 106e compagnie de mortiers
    - 633, 552, 616, 537 et 711 compagnies de mitrailleuses?
    - 455, 456, 526 et 332 unités antiparachutistes?
    - 268e compagnie antichar (canons 47/42)

- -     - 493e batterie (149/35) attaché de la 206e Division

- XIXe Brigade côtière (de San Stefano di Camestra à Messine) :
  - 140e Régiment d'infanterie côtière (101e et 447e bataillons)
  - 179e Régiment d'infanterie côtière (435e (à 4 compagnies) et 500e bataillons d'infanterie côtière)
  - 61e Regroupement d'artillerie côtière (dont la 128e batterie)
    - 4 batteries 75/27
    - 4 batteries 122/45
    - 1 batterie 105/28

  - XVIe Bataillon antichar
  - 52e compagnie motocycliste
  - 413e compagnie de mortiers de position de 81 mm

- Défense portuaire E(ste)(Catane)
  - Bataillon 434e
  - Bataillon 477e
  - 105e compagnie de mortiers (81 mm)
  - 26e batterie (4 pièces 75/27)

- - Batteries du Regio Esercito
    - 2 batteries 75/46
    - 2 batteries 37 mm

- - Batteries de la Regia Marina
    - 483e batterie Milmart (4 pièces de 76/40)

- - Batteries MACA
    - Batterie 460e de 90/53
    - 5 batteries 90/53
    - 5 batteries 76/40
    - 2 batteries de 37 mm
    - 5 batteries de 20 mm

- Unités douteuses[Quoi ?]
  - CIIe et CIVe Bataillons antichars
  - CIV Bataillon de mitrailleurs (512e GaF à Pachino, 513e et 615e comp.), appartenant? à la 206e Division côtière.
  - 511e, 537e, 542e et 625e compagnies de mitrailleurs indépendantes

- - 140e Régiment d'infanterie côtière (Bataillons 2e, 101e, 435e 447e et la 104e comp de mortiers),

- - 153e Bataillon de mitrailleurs (De la 153e Division), attaché? à la 213e Division côtière.
  - CIIIe Bataillon antichars (1re comp. 6 pièces 47/32 et 2e a 4e comp. 47/32)
  - XIIe bataillon de mitrailleurs (553e et 554e compagnies de mitrailleurs?)

- Groupe mobile D (Paterno)
  - Commandement du CIe bataillon blindé
  - 3e compagnie du CIe bataillon blindé
  - 2e compagnie de mitrailleurs à motocyclettes
  - 1re compagnie du CIIIe Bataillon antichars (6 pièces 47/32)
  - 7e compagnie du bataillon II/76e infanterie
  - Commandement du IVe groupe du 54e régiment d'artillerie "Napoli"
  - 10e batterie du IVe groupe du 54e Régiment "Napoli" **1re section de la 354e batterie AA 20 mm "Napoli"

- Groupe mobile E (Niscemi)
  - 1re compagnie du CIe Bataillon de chars R/35
  - 2e compagnie du CIIe Bataillon antichar (canons 47/32)
  - 4e compagnie du 501e Bataillon côtier
  - 155e compagnie de mitrailleurs sur motocyclettes
  - 9e batterie (canons 75/18) du IIIe groupe du 54e Régiment d'Artillerie "Napoli"
  - 1re section de la 326e batterie AA de 20 mm "Assietta"

- Groupe Mobile F (Pachino)
  - 2e comp. CIe Bataillon de chars R/35
  - 1re compagnie du CIIe bataillon antichar
  - 2e compagnie du Bataillon 542e de Bersaglieri côtier
  - 3e compagnie de mitrailleurs sur motocyclettes
  - 2e batterie 75/06 du CXXVIe groupe artillerie motorisée

- Groupe mobile G (Comiso)
  - CLXIXe bataillon de Chemises Noires (173e Légion)
  - 1er peloton de la 2e compagnie de CIe bataillon de chars
  - 3e compagnie du CIIe bataillon antichar (canons 47/32)
  - 8e batterie motorisée (canons 75/18) du IIIe Groupe du 54e Régiment "Napoli")

- Groupe Mobile H (Caltagirone)
  - 3e compagnie du CIIIe bataillon antichar (47/32)
  - 2e compagnie de chars (Fiat 3000)
  - 1re section de mortiers de 45 mm du 1er Bataillon du 76e Régiment
  - 7e batterie T.M. de 75/18 du IIIe Groupe du 54e Régiment d'Artillerie "Napoli"

- Groupe tactique "Carmito" (Lentini)
  - IVe Bataillon de Semoventi
  - 53e compagnie de motocyclistes)

- Groupe tactique "Barcellona" (Barcellona)
  - 7e compagnie de mitrailleurs à motocyclette
  - 1er peloton d'Arditi du 447e Bataillon côtier
  - 2e compagnie du CIIIe Bataillon antichar
  - 12e batterie du IVe Groupe du 54e Régiment "Napoli")

Places Maritimes (Piazza Militare Marittima)
- Augusta-Siracuse
  - 121e Régiment d'infanterie côtière (Bataillons côtiers 246e, 385e, 504e, 540e (à 4 compagnies))
  - Batterie 80e (canons 76/42)

- - Bataillon Marins ("N" du régiment San Marco?)
  - Bataillon d'Aviateurs

- - Regia Marina
    - 11 batteries navales et antiaériennes (42 canons 102/35 et 30 canons 76/40) (AS 309 (Siracusa au nord Opera A), AS 671 (Siracusa au sud Opera A), AS 365 (Maddalena au nord Emmanuelle Russo), AS 493 (Maddalena au sud Emmanuelle Russo), AS 269 (Augusta), AS 360 (Augusta), AS 383 (Augusta), AS 674 (canons 76/40 à Augusta), AS 896 (Au nord de la base), AS 909 (Dans la baie de Syracuse) et 1 autre de nom inconnu)
    - "Opera A" batterie à 2 canons 381/40 (Cap S. Panagia)
    - "Luigi di Savoia": batterie à 2 canons 203/50 (Cap S. Croce)
    - "Lambda Doria" à 3 canons 152/53 (Maddalena au sud batterie 493)
    - "Bozzo Gravina": batterie à 3 canons 152/53
    - "Emmanuelle Russo": batterie à 3 canons 152/53 (Maddalena)
    - "Biagio Assereto": batterie à 3 canons 152/53 (C. Campolato au nord d'Augusta)

- - 2 pontons armés (2 pièces 190/45 et 2 pièces 149/47)
    - Ponton GM. 216 (déplaçable) 2-190/45 2-20/70 2-6,5
    - Ponton GM. 239 (immobile) 2-149/47; 1-76/40; 2-20/70; 2-6,5

- - 561e batterie du DICAT (6 pièces 76/40) sur le port d'Augusta
  - 5 autres batteries AA à 6 pièces 76/40
  - 26 pièces AA de 20 mm (741e batterie du DICAT au N.O. d'Augusta).

- - Les batteries AA 592, 674, 364 et une à nom inconnu (363?) sont dans la base.

- - Train de la Marine 102-I-T (6 canons 102/35, 4 mitrailleuses 40/39 et 31 de 13,2 mm)

- - 5 Postes de blocage (1 pièce 149/13 dans ouvrage béton comme antichar)
  - 5 NaP (Nucle anti-parachutistes)

- Messine-Reggio

En Sicile:
- 119e Régiment d'infanterie côtière (Bataillons 370e, 371e, 442e et 503e)
- CLVIIIe Groupe d'artillerie (obus 149/19) Pour d'autres sources[Lesquelles ?] 100/22

- Batteries (à 4 pièces) du Regio Esercito
  - 6 à canons 76/40 (Navale et antiaérienne)
  - 3 à canons 76/56 (Navale)
  - 2 à mitrailleuses 20 mm (Antiaérienne)

- Batteries (à 4 pièces) de la Regia Marina:
  - M.S.
  - 5 à canons 90/53 (Navale et antiaérienne)

- Commando Grupo Nord Siculo (Tremonti)
  - M.S. 123 à canons 90/42 (Navale)
  - M.S. 724 à canons 90/53 (Navale et antiaérienne)
  - M.S. 400, M.S. 475, M.S. 577 et M.S. 949 à canons 76/40 (Navale et antiaérienne)

- Commando Grupo Sud (Montepisselli)
  - M.S. 280 à canons 90/42 (Navale)
  - M.S. 3, M.S. 525 et M.S. 611 à canons 76/40 (Navale et antiaérienne).

- - 5 à canons 76/40 (Navale et antiaérienne)

- Batteries de la Milice Antiaérienne (MACA)
  - 12 à canons 90/53 (Navale et antiaérienne)
  - MS 724 à 8 canons 90/53 (Campo Italia)

- Batteries MILMART
  - "Schiaffino": batterie de 6 canons 280/9 280 mm
  - "Cavalli": batterie de 6 canons 280/9 280 mm

- - Batterie "Carlo Margottini" (4 canons 152/50) à Cap Ali
  - Batterie "Conteduca di Pellaro" (4 canons 152/50)

En Calabrie:
- 116e Régiment d'infanterie côtière (Bataillons 156e et 502e)
- CCLVe Groupe d'artillerie (2e batterie à canons 100/22 - probablement 3 batteries)

- Batteries MILMART Gruppo Nord Calabro (Calabria - Spartà)
  - "Siacci" batterie: 6 canons 280/9 280 mm
  - "Beleno" batterie: 6 canons 280/9 280 mm

- Batteries du Regio Esercito
  - R.E. 196 à 4 canons 105/28

- Batteries (à 4 pièces) de la Regia Marina:
  - M.S. 110 à canons 90/42 (Navale)
  - M.S. 268, M.S. 643 et M.S. 819 à canons 90/53 (Navale et antiaérienne)
  - M.S. 116 et M.S. 430 à canons 90/53 (antiaérienne)
  - 4 à canons 76/40 (Navale et antiaérienne)
  - M.S. 374 à canons 76/40 (antiaérienne)

Chemises noires et XXIIIe bataillon de cavalerie à pied à Reggio ou à Messine?
(Base Navale de Messine)
- 95e Légion de Chemises noires
  - XCIVe Fedele CCNN Bataillon
  - XCVe Sante Ceccharini CCNN Bataillon

- XXIIIe Groupe de cavalerie à pied

- Base Navale de Trapani
  - 137e Régiment d'infanterie côtière (Bataillons côtiers 443e, 505e et 844e)
  - Regia Marina
    - 3 batteries navales et antiaériennes 102/35
    - 1 batterie navale et antiaérienne 90/53
    - 5 batteries navales et antiaériennes 76/40

  - MACA
    - 1 batterie antiaérienne 102/35
    - 2 batteries antiaérienne 90/53
    - 3 batteries antiaériennes 76/40

#### Troupes duXVIeCorps d'Armée
- Ier Bataillon de cavalerie Palermitani (Sommatino)

- XIIe Bataillon de mitrailleurs (Fontanarossa)

- 40e Regroupement d'artillerie du corps d'armée (Piazza Amerina)
  - CIXe Groupe (obus de 149/13)
  - CXe Groupe (obus de 149/13)
  - Xe Groupe (canons 105/28)
  - XVIe Groupe (canons de 105/28)
  - XXIXe Groupe (1re à 3e batteries de canons de 105/28)

- XIe Groupe AA (Canons 75 CK)

##### Autres unités
- 230e Division d'infanterie côtière (en) formée le 10 juillet 1943 (avant XXIX Brigade côtière qui avait sous sa dépendance le 41e Groupement d'artillerie côtière) avec le
  - 184e régiment d'infanterie côtière (387e bataillon côtier (avec 4 compagnies) et 2 bataillons côtiers en plus)
  - 120e régiment d'infanterie de la 202e Division
  - 43e Regroupement d'artillerie côtière de la 202e Division
  - 712e Comp. de mitrailleuses.

- Groupement tactique Barcellona
  - 7e compagnie motomitrailleuses
  - 1 peloton d'Arditi du 447e bataillon côtier
  - 2e compagnie du CIIIe Bataillon antichar
  - 12e batterie du IVe Groupe 54e régiment "Napoli"

- Groupement tactique Linguaglossa
  - LVIII Bataillon de Bersaglieri
  - 54e compagnie motocycliste
  - 11e batterie du IVe Groupe 54e régiment "Napoli"

- Groupement tactique Carmito
  - IV Bataillon de Semoventi (canons 47/32) "Livorno"
  - 53e compagnie motocicliste

- Groupement tactique Comiso-Ispica
  - Commandement de la 173e Légion de chemises noires
  - CLXXIIIe bataillon de chemises noires
  - 173e compagnie de chemises noires
  - 2e compagnie du 54e bataillon de mortiers
  - 1er peloton antichar
  - Ier Groupe (canons 100/17) du 54e régiment "Napoli"

Le commandement de la XXIXe Brigade devient celui du Port N(ord) (Palerme) le 20 mai 1943.
Pour les 5 régiments suivants il se pourrait que seulement les ordres de formation aient été données et qu'ils n'aient pas été engagés dans la lutte
- 185e Régiment d'infanterie côtière (créé le 20 mai 1943 en Sicile)
- 186e Régiment d'infanterie côtière (créé le 1er juin 1943 en Sicile)
- 187e Régiment d'infanterie côtière (créé le 15 juin 1943 en Sicile)
- 188e Régiment d'infanterie côtière (créé le 15 juin 1943 en Sicile)
- 189e Régiment d'infanterie côtière (créé le 15 juin 1943 en Sicile)

- 2e Bataillon du Xe Régiment d'Arditi (Comp. 112e de débarquement, 113e terrestre et 120e spéciale) (avec 18 camionnettes armées AS-42)

- 1re compagnie d'Idrici
- 19e compagnie de mineurs

Font partie de l'artillerie de la 6e Armée les groupes d'artillerie CLIe et CLVIIe équipés chacun de 2 batteries d'obus 149/19 OTO, 3 autres groupes d'artillerie 149/19 et CIX et 2 autres groupes de 149/13 et 17 batteries avec canons 149/35 - 4 avec la 202e division, 2 avec la 207e, 2 avec la 213e, 8 avec la 206e et 1 avec la XVIIIe Brigade. CXXVI Groupe (1,2,3 batteries à 75/27), VIII Groupe (canons 75/27), LV Groupe (3e batterie canons 105/32)
Nucles Antiparachutistes (N.A.P.)
100 pelotons pour toute la 6e armée de miliciens les plus vieux:
35° à...,
205° à Bagheria,
335° à Castelbuono,
339° à Agira,
344° à Giampilieri Marina,
345° à Camporeale,
352° à Montelungo,
354° à Bivona,
356° à Caltavuturo,
357° à Serra di Falco,
361° à (près de Ragusa),
412° à...,
454° à Ragusa,
455° à Case Priolo,
456° à Niscemi,
457° à Acate,
458° à Vittoria,
461° à Grammichele,
463° à Fondacuonovo (Gerbini)
464° à Palazzolo Acreide,
467° à...
468° à Giarratana,
469° à Fegato di Alcamo,
476° à...,
477° à Spartà,
478° mobile à...,
510° à Linosa,
512° à...,
515° à...,
526° à Ponte Olivo,
528° à...,
529° à...,
531° à Santo Pietro,
532° à Ipscica,
552° à Poggio Lungo,
Marina di Siracusa à Siracuse,
Presidio militare di Fiumefredo à Fiumefredo,
Légions MILMART (Milice d'Artillerie Marine)
- 6e (Messina)
- 7e (Augusta)
- 8e (Trapani)
- Eléments de la 9e (341e batterie GaF à l'aéroport de Chinisia).
- 14e (Reggio di Calabria)

- Groupe autonome (Syracuse)

Centuries spéciales de Chemises Noires (au nombre de 23) (1 centurie=1 commandement+2 Manipules de mitrailleurs à 2 escadres)
- 166e Légion (6 centuries, 50e, 51e, 52e, 53e, 54e et 55e)(Messine)
- 168e Légion (2 centuries, 58e et 59e) (Raguse)
- 159e Légion (2 centuries, 60e et 63e) (Siracuse) ou 169e Légion?
- 170e Légion (2 centuries, 67e et 68e) (Agrigento)
- 172e Légion (3 centuries, 72e, 73e et 74e) (Enna)
- 173e Légion (1 centurie, 75e) (Caltanisseta)
- 174e Légion (7 centuries, 76e, 77e, 78e, 79e, 80e, 81e et 82e)(Messine)

Légion MACA (Milice Artillerie antiaérienne) au total 114 batteries antiaériennes
- 22e Légion (Palerme)
  - Ier Groupe MACA
  - IIe Groupe MACA (650e batterie)
  - IIIe Groupe autonome MILMART à Palerme.
  - IVe Groupe autonome MILMART (batterie à canons 120 mm à Porto Empedocle)
  - VIIIe Groupe DICAT (524e batterie à canons 75/46).
  - LVIIe? Groupe MACA (4 batteries 90/53) Il pourrait s'aggir du LXXVIIe Groupe mal identifié.
  - LXXVIIe Groupe autonome MACA(644e, 645e, 646e et 669e batteries 90/53) détaché avec la 207e Division
  - LXXIXe Groupe (23e batterie et 342e et 345e à pièces 149/13 et à l'aéroport 504)
  - LXXXe Groupe MACA (411e batterie à canons 102/35)
  - LXXXIe Groupe MACA (625e batterie)
  - LXXXIIe Groupe DICAT
  - LXXXIIIe Groupe MACA (629e? et 653e à canons 90/53, et 795e batterie de 20 mm) à Castelvetrano ou Giallongi près de Castelvetrano (629e batterie).
  - LXXXIX Groupe DICAT
  - XC Groupe (668e et 676e batteries de 90/53 et 814e de 20/35) Défense de l'aéroport de Castelvetrano.
  - CXXXII Groupe (1399e batterie à canons 88/55)
  - CXLVIII Groupe (1408e batterie à canons 88/55)
  - CCXLVII Groupe (905e batterie)
  - 8e batterie (canons 75/27)
  - 22e batterie (canons 76/40) à Gela. Groupe non identifié.
  - 23e batterie (canons 76/40) à Gela. Groupe non identifié.
  - 29e batterie (canons 75/27) à Palermo. Groupe non identifié.
  - 59e batterie (mitrailleuses de 20 mm) Ispica. Groupe non identifié.
  - 93e batterie (canons 75/46) à Gela. Groupe non identifié.
  - 120e batterie (canons 90/53) Groupe non identifié.
  - 133e batterie autonome (canons 75/27) à Favignana.
  - 280e batterie à Casa Macchia.
  - 331e batterie (canons 75/27) à Poggio Muscello en fonctions contre bateaux.
  - 333e batterie (canons 37/54) à l'aéroport de Gela
  - 334e batterie (canons 37/54) à l'aéroport de Gela
  - 413e batterie à Torre S. Anna. Groupe non identifié.
  - 414e batterie (canons 76/40) Groupe non identifié à Palermo.
  - 415e batterie MACA (canons 76/40) Groupe non identifié à Palermo.
  - 416e batterie (canons 76/40) Groupe non identifié.
  - 417e batterie MACA à Romagnolo. Groupe non identifié.
  - 418e batterie (canons 76/40) à Palerme. (Groupe non identifié)
  - 452e batterie (canons 75/27) à Punta Bracceto (S. Croce Camerina).
  - 468e batterie autonome (canons 90/53) à Termini
  - 476e batterie (canons 75/27) à Madona del Alto (Marsala).
  - 523e batterie (canons 75/46) à l'aéroport de Gela
  - 547e batterie (canons 152/28) à Messine.
  - 611e batterie MILMART à Maregrosso.
  - 630e batterie (canons 90/53) à Palerme (Groupe non identifié).
  - 648e batterie (canons 76/40) à Favignana (Groupe non identifié).
  - 671e batterie à l'aéroport de Sciacca.
  - 675e batterie à Licata.
  - 733e batterie MACA (mitralleuses de 20 mm) à Palerme ou proximité. (Groupe non identifié).
  - 780e batterie MACA à l'aéroport de Castelvetrano.
  - 791e batterie MACA (mitrailleuses de 20 mm) à Licata
  - 792e batterie (mitrailleuses de 20 mm) à Cassibile.
  - 793e batterie MACA (mitrailleuses de 20 mm)
  - 796e batterie MACA (mitrailleuses de 20/65) à Gela.
  - 807e batterie MACA (mitrailleuses de 20 mm)
  - 813e batterie autonome (mitrailleuses 20 mm) à Catania
  - 815e batterie MACA (mitrailleuses de 20 mm) à Pachino.
  - 816e batterie MACA (mitrailleuses de 20 mm) à l'aéroport de Sciacca.
  - 837e batterie (mitrailleuses de 20 mm).
  - 896e batterie MILMART à Cozo Telegrafo.
  - 908e batterie MACA (canons 75/34) à Palerme.
  - 1405e batterie à canons 88/55
  - 1418e batterie à canons 88/55
  - 1429e batterie 88/55 à l'aéroport de Sciacca.
  - 1506e batterie de 20 mm à Pachino.

- 23e Légion (Catania)
  - 31e Groupe (batteries 18e et 19e à 4 pièces de 76/40 et 232e et 827e à 6 pièces 20/65)

Autres batteries antiaériennes: R.E. et R.M. (avec les batteries de la MACA font 220 batteries antiaériennes).
- CXXXVIII, CXL (batterie 1415e) et CXLI Groupes d'artillerie antiaérienne (Canons 88/55)
- LIXe Groupe d'artillerie antiaérienne (31e batterie de canons 76/40 à l'aéroport de Chinisia)
- Batterie DICAT 284e autonome du 3e Régiment d'artillerie armée de Reggio d'Émilie (mitrailleuses de 20 mm).

Artillerie autopropulsée
- 10e Régiment d'artillerie contre chars semovente (Type 90/53) (Groupes CLXIe à San Michele di Ganzaria, CLXIIe à Borgasati, à l'est de Salemi et CLXIIIe à Paterno) avec (2 batteries de 4 unités par groupe soit 24 unités 90/53 plus 24 unités L6 porte-munitions et 12 unités de chars de commandement M.41) unités (Commandement Cannicati près d'Agrigente)

Canons d'Assaut
- DLXe Groupe de semoventi (Type 75/18) (9 ou 10 unités sans équipage)

- IVe Bataillon antichar avec semoventi (Type 47/32) (20 unités?)
- CXXXe Bataillon antichar avec semoventi (Type 47/32) (20 unités)
- CXXXIIe Bataillon antichar avec semoventi (Type 47/32) (20 unités)
- CXXXIIIe Bataillon antichar avec semoventi (Type 47/32) (20 unités)

Chars
- 131e Régiment de chars avec les Bataillons CI et CII (51 Chars R35 Français par bataillon). Ces bataillons furent scindés en 7 groupes mobiles pour la défense des terrains d'aviation. Les chars du CIe bataillon furent répartis entre les groupes D (2 R.35 de commandement du bataillon et 13 de la 3e compagnie) à Miterbianco, E (15 R.35 de la 1re compagnie) à Niscemi, F (10 R.35 de la 2e compagnie) à Rosolino et G (1er peloton de la 2e compagnie) à Comiso. Ces quatre groupes dépendaient du XVIe CdA.

Le CIIe bataillon, était réparti entre les groupes A (4e compagnie) à Paceco, B (6e compagnie) à Santa Ninfa et C (5e compagnie) à Portella Misilbesi. Ces trois groupes soutenaient l'action du XIIe CdA
- 1e et 2e compagnies de chars de Gardes Frontières avec Fiat 3000 (9 unités par compagnie) la 1re lutta enterrée, l'autre à Gela

Blindés
- 10e escadron autoblindé (Type AB40, AB41 et AB43) (13 unités)

Trains Blindés de la Regia Marina
(Note tous les trains disposent en plus de 2 mitrailleuses AA de 13,2 mm si rien n'est dit. la note "en plus" signifie qu'à part d'autres mitrailleuses celles de 13,2 restaient présentes. Identification: Diamètre canons en mm/nº de train/Base T=Tarente S=Spezia Bases initiales des trains en 1940)
- T.A. 152/I/T à Termini Imerese (4 canons 152/20, 2 mitrailleuses AA de 20 mm en plus)
- T.A. 152/II/T à Carini (4 canons 152/20,2 mitrailleuses AA de 20 mm en plus)
- T.A. 102/I/T à Targia (Syracuse) (6 canons 102/35)
- T.A. 120/III/S (4 canons de 120/45)et T.A. 76/I/T à Porto Empedocle (4 canons 76/40)
- T.A. 76/II/T à Licata (4 canons 76/40 et mitrailleuses de 20 mm)
- T.A. 76/III/T à Mazara del Vallo (4 canons 76/40 et mitrailleuses de 20 mm)
- T.A. 120/IV/S à Catane (4 canons de 120/45)
- T.A. 120/I/S à Sidereo (4 canons de 120/45) (Ce train est en Calabrie)
- T.A. 152/III/T à Crotone (4 canons 152/20 et 2 mitrailleuses 20 mm en plus) (Ce train est en Calabrie)

Autres troupes de marine
- 3e compagnie du Bataillon "N" du Régiment San Marco

Renforts italiens:
- 185e Régiment de parachutistes (IIIe, VIIIe et XIe Bataillons de parachutistes) de la Division "Nembo" (En Calabre au début de l'invasion 2 000 h et 18 pièces 47 mm)
- CLI Groupe d'artillerie (2 batteries de canons 149/19 dont la 1re)

Renforts italiens programmés mais restés en Calabrie:
- XLIIIe Groupe d'artillerie (5 batteries d'obus 105/14)
- IIIe Groupe d'artillerie (batteries 361e, 362e et 363e d'obus 75/18)
- XIIe Groupe d'artillerie (canons 105/28)
- XIVe Groupe d'artillerie (canons 105/28)

Renforts promis le 23 juillet:
Division Alpine "Alpi Graie" (Située à la Spezia)
- 3e Régiment Alpin (Bataillons Val Pellice, Val Dora et Val Fassa, tous à 4 comp., 3 de fusiliers et une de commandement)
- 4e Régiment Alpin (Bataillons Susa, Val Chisone et Val d'Orco, tous à 4 comp., 3 de fusiliers et une de commandement)
- 6e Régiment d'artillerie Alpine (Groupes d'artillerie Val d'Adige (bateries 75e, 76e et 77e) et Val Chisone (bateries 47e, 48e et 49e)
- VIe Bataillon Mixte du Génie

#### Aviation en Sicile, Sardaigne et Italie le 9 juillet 1943
930 appareils dont 449 disponibles (présents/disponibles)
- Chasse (Do 217 7/3 (chasse nocturne), Bf 109G 53/ 17, Bf 110 2/2 (chasse nocturne), D 520 32/12, CR 42CN (nocturne) 47 / 23, F5 10/5, Ro 57 15/10, MC 205 30/19, MC 202 177/94, MC 200 61/33, Re 2005 5/4, Re 2001 72/51, G 50 0/0 en Italie) 514 / 275
- Bombardiers (P 108 8/4, BR 20 6/1, S84 33 /8, Ju 88A 11/0, CANT 1007bis 66/26) 124 / 39
- Bombardiers en piqué (Ju-87) 28 / 26
- Torpilleurs (SM-79) 66 / 22
- Assaut (Re 2002 44/19, CR42 50/34, G 50 67/28) 161 / 81
- Combattimento (Ca 314) 34 / 6
- Reconnaissance stratégique (FC 20) 3 / 0

Données de La Partizipazione Tedesca alla Guerra Aeronavale nel Meduiterraneo p. 382-383.
Unités de chasse le 9 juillet 1943
- 4e Stormo à Catane (Au total 38 MC 202 et 10 MC 205V seulement 14 avions disponibles)
  - 9e Groupe (escadrilles 73e, 96e et 97e) avec 18 MC 202 et ? MC 205
  - 10e Groupe (escadrilles 84e, 90e et 91e) avec 20 MC 202 et ? MC 205

- 51e Stormo
  - 21e Groupe (escadrilles 356e, 361e et 386e) avec 33 MC 202 (14 avions disponibles) à Trapani Chinisia
  - 155e Groupe (escadrilles 351e,360e et 378e) avec 10 MC 205 à Trapani le 11 juillet, le 6 août elles reviennent sur la Sardaigne (La 378e reste en Sardaigne ?)

- 54e Stormo
  - 153e Groupe (escadrilles 372e, 373e et 374e) avec 24 MC 202 à Trapani Chinisia et Palerme

- 1er Stormo
  - 157e Groupe (escadrilles 163e, 357e et 371e) avec 13 MC 200 à Grottaglie

- - 3e Groupe autonome (escadrilles 153e, 154e et 155e)avec 17 (0 avions disponibles) Bf 109-G6 à Sciacca (retiré le 3 ou 6 juillet)
  - 150e Groupe autonome (escadrilles 363e, 364e et 365e) avec 21 Bf 109-G6 (6 disponibles) à Sciacca
  - 161e Groupe autonome (escadrilles 162e, 163e et 164e) avec 16 MC 202 et D 520 (7 avions disponibles) à Reggio di Calabria
    - 384e escadrille autonome avec MC 200 à Reggio di Calabria

- - 22e Groupe
    - 1.	Escadrille 362e avec 8 Re. 2005 à Catane Sigonella le 10 juillet
    - 2.	Escadrille 369e avec Re 2001

  - 16e Groupe autonome (escadrilles 167e, 168e et 169e) avec 22 MC 202 à Castelvetrano

Défense de Rome
- - 20e Groupe
    - 1.	Escadrille 353e avec G55 à Ciampino
    - 2.	Escadrilles 151e et 352e en phase de rééquipement avec G55 à Foligno

  - 8e Groupe autonome avec 15 Bf 109 G à Rome-Ciampino
  - 23e Groupe autonome (escadrilles 70e, 74e et 75e) avec ? MC 202, 6 MC 205V et 3 SAI 207 (dont 2 disponibles) à Rome-Ciampino
  - 160e Groupe autonome (Escadrilles 393e, 394e et 395e) avec ? MC 202 à Rome-Ciampino

Chasse Nocturne
- - 167e Groupe
    - 1.	Escadrille 300e avec 11 Ca F5 (dont 5 disponibles) à Rome-Ciampino
    - 2.	Escadrille 303e avec 10 CR 42CN

Défense de l’Italie du Nord
Chasse nocturne (37 avions, autres sources indiquent vers 50)
- - 59e Groupe autonome (escadrilles 232e et 233e) CR 42CN à Ciampino
  - 60e Groupe autonome (escadrilles 234e et 235e) CR 42CN, Bf-110 et Do-217 à Venegono (escadrille 235e avec 1 CR 42CN 4 Do-217 et 3 Bf 110)

Italie :
- 1er Stormo
  - 6e Groupe (escadrilles 51e, 79e et 81e)avec MC 205V à Sardaigne
  - 17e Groupe (escadrilles 71e, 72e et 80e) avec MC 205V à Sardaigne

- 2e Stormo avec 41 MC 200 et 15 Bf 109G ?
  - 8e Groupe (escadrilles 92e, 93e et 94e) MC 200 et Bf 109G ?
  - 13e Groupe (escadrilles 77e, 78e et 82e) MC 200 et 12 D 520 à Pisa-Metato

- - 2e Groupe autonome (escadrilles 150e, 152e, 358e) avec Re 2001 et CR42 à Sarzana
  - 24e Groupe autonome (escadrilles 354e, 370e et 365e) avec MC 202 et D 520 à Elmas et 365e escadrille à Alghero (Sardaigne)

- - 157e Groupe (escadrilles 357e, 384e et 385e) avec 13 MC 200
  - 161e Groupe (escadrilles 162e, 163e et 164e) avec 4 MC 200

Les 2 escadrilles avec 20 avions
- -     - Escadrille 85e MC 200
    - Escadrille 376e MC 200

Unités d’attaque au sol le 9 juillet 1943
- 50e Stormo d’Assalto
  - 158e Groupe (escadrilles 236e, 387e et 388e) avec 37 Fiat G-50 bis/A à Reggio di Calabria (24 avions disponibles).
  - 159e Groupe (escadrilles 389e, 390e et 391e) avec 14 Fiat G-50 bis/A à Reggio di Calabria

- - 97e Groupe autonome (escadrilles 226e et 227e) avec 15 Ro-57 bis (10 disponibles) à Crotone

- 5e Stormo
  - 101e Groupe (escadrilles 208e et 238e) avec 12 Re. 2002 à Crotone de Lonato Ponzollo le ? juillet
  - 102e Groupe (escadrilles 209e et 239e) avec 20 Re. 2002 à Crotone de Tarquinia le 10 juillet

- 13e Stormo da Combatimento
  - 30e Groupe avec 21 Ca 314 à Bresso

- 15e Stormo (47 avions dont 23 disponibles)
  - 46e Groupe (escadrilles 20e et 21e) à Oristano ne se déplace pas
  - 47e Groupe (escadrilles 53e et 54e) avec 15 CR42 dans la 54e escadrille despuis la Sardaigne arrive entre le 10 et le 13 juillet. La 53e escadrille ne se déplace pas.

Unités de torpillage de l'ASIC et de la 4a squadra 9 juillet 1943
- - 131e Groupe autonome (escadrille 279e) avec 4 SM-79 à Gerbini (1 avion disponible) dissout le 14 juillet

- Regroupement de torpilleurs (47 SM-79 et 21 disponibles)

- - 41e Groupe autonome (escadrilles 204e et 205e) avec 14 avions à Siene-Ampugnano
  - 104e Groupe autonome (escadrilles 252e et 253e) avec 12 avions à Siene-Ampugnano
  - 108e Groupe autonome (escadrilles 256e et 257e) avec 12 avions à Pise
  - 131e Groupe autonome (escadrilles 279e et 284e) avec 9 avions à Siene-Ampugnano

- - 130e Groupe autonome (escadrilles 280e et 283e) avec 5? avions
  - 132e Groupe autonome (escadrilles 278e et 281e) avec 12 avions à Littoria
  - NAS

Unités de bombardement en piqué le 9 juillet 1943
- - 103e Groupe autonome BaT
    - 1.	Escadrille 207e avec 6 Ju-87D3 à Palerme Boccadifalco le 10 juillet de Chilivani (Sardaigne).
    - 2.	Escadrille 237e avec 9 Ju-87D3 à Gioia del Colle (Pouilles) de Sienne

  - 121e Groupe autonome BaT (escadrilles 206e et 216e) avec 8 Ju-87D et Ju-87B et 8 Ju87R-5 à Gioia del Colle (Pouilles) de Lonate, le 8 août à Brindisi

Unités de bombardement 9 juillet 1943
- Regroupement de bombardement

Restes des :
- - 28e Groupe (escadrilles 29e et 207e) du 8e Stormo avec 4 CANT Z1007 à Pérouse
  - 86e Groupe (escadrilles 190e et 191e) du 35e Stormo avec 6 CANT Z1007 à Pérouse
  - 88e Groupe (escadrilles 264e et 265e) avec 4 CANT Z1007 à Pérouse
  - 106e Groupe du 47e Stormo avec 8 CANT Z1007 à Pérouse (escadrille 260e et 261e)

Avec un total de 31 avions dont 20 opérationnels
- - 88e Groupe (escadrilles 264e et 265e) avec 5 (dont 4 opérationnels) CANT Z1007 à Alghero (Sardaigne)
    - 274e escadrille autonome avec 8 Piaggio P.108 (4 opérationnels) à Guidonia

- 43e stormo (98e groupe (escadrilles 240e et 241e) et 99e groupe (escadrilles 242e et 243e) avec plus de 16 et 33 maximum S.M.-84 le 11 juillet à Gioia del Colle (Pouilles)

- - 66e Groupe Observazione Aerea (escadrilles 40e et 87e) avec Caproni 313 et 314 (Gerbini)
  - 83e Groupe autonome Regia Marina
    - 1.	Escadrilles 170e et 186e avec 20 Fiat RS.14, 4 Cant Z.506 B, 2 Z.506 S, 1 Cant Z.501 et 1 Breda 25 (Augusta)
    - 2.	Escadrille 197e du 83e Gruppi à Stagnone

- -     - 7e section secours sur 2 Fiat RS.14 (Syracuse).

En Italie :
- - 50e Groupe du 16e Stormo (escadrilles 210e et 211e) avec 5 CANT Z1007 à Cameri
  - 27e Groupe du 8e Stormo (escadrilles) avec 6 CANT Z1007 à Bologne

9e Stormo
- - 29e Groupe (escadrilles 63e et 64e) avec 10 Ju-88A à Viterbe
  - 51e Groupe (escadrilles 212e et 213e) avec 1? Ju-88A à Viterbe

- 10e Stormo avec SM-79 ou CANT Z1007 ?
  - 30e Groupe (escadrilles 55e et 56e) à Iesi
  - 32e Groupe (escadrilles 57e et 58e) à Iesi

- - 95e Groupe du 35e Stormo (escadrilles 230e et 231e) avec 7 CANT Z1007 à Bologne
  - 33e Groupe du 47e Stormo (escadrilles 59e et 60e) avec 7 CANT Z1007 à Vicence

## Unités de la marine
4e et 7e flottilles de canots torpilleurs avec 16 canots
Pendant la campagne de Sicile la Regia Marina fit deux sorties avec des navires de la VIIe Division de croiseurs:
- le 4 août les croiseurs Savoia et Montecuccoli sortirent de La Maddalena vers Palermo
- le 7 août les croiseurs Garibaldi et Aosta sortirent de La Maddalena.

Dans la première, après quelques coups de canon sur des moyens de débarquement américains mouillés à Usica, les croiseurs se retirèrent. Dans la deuxième sortie il n'y eut pas de contact avec l'ennemi.
Les sous-marins Flutto, Bronzo, Acciaio, Nereide, Remo, Romolo, Ascianghi et Mica furent coulés.
Les sous-marins Dandolo qui torpilla le croiseur britannique Cleopatra et Ambra furent avariés.
Les sous-marins allemands U-561, U-375 et U-409 furent coulés.

## Observation
Le numéro des escadrilles n'a pu être obtenu pour juillet 1943 que partiellement. Les autres données sont de dates antérieures. On observe que le nº des escadrilles de chaque groupe change très peu pendant la guerre, cependant quand ces numéros étaient modifiés on a indiqué les escadrilles à la date plus rapprochée à juillet 1943.